# Gangaridai

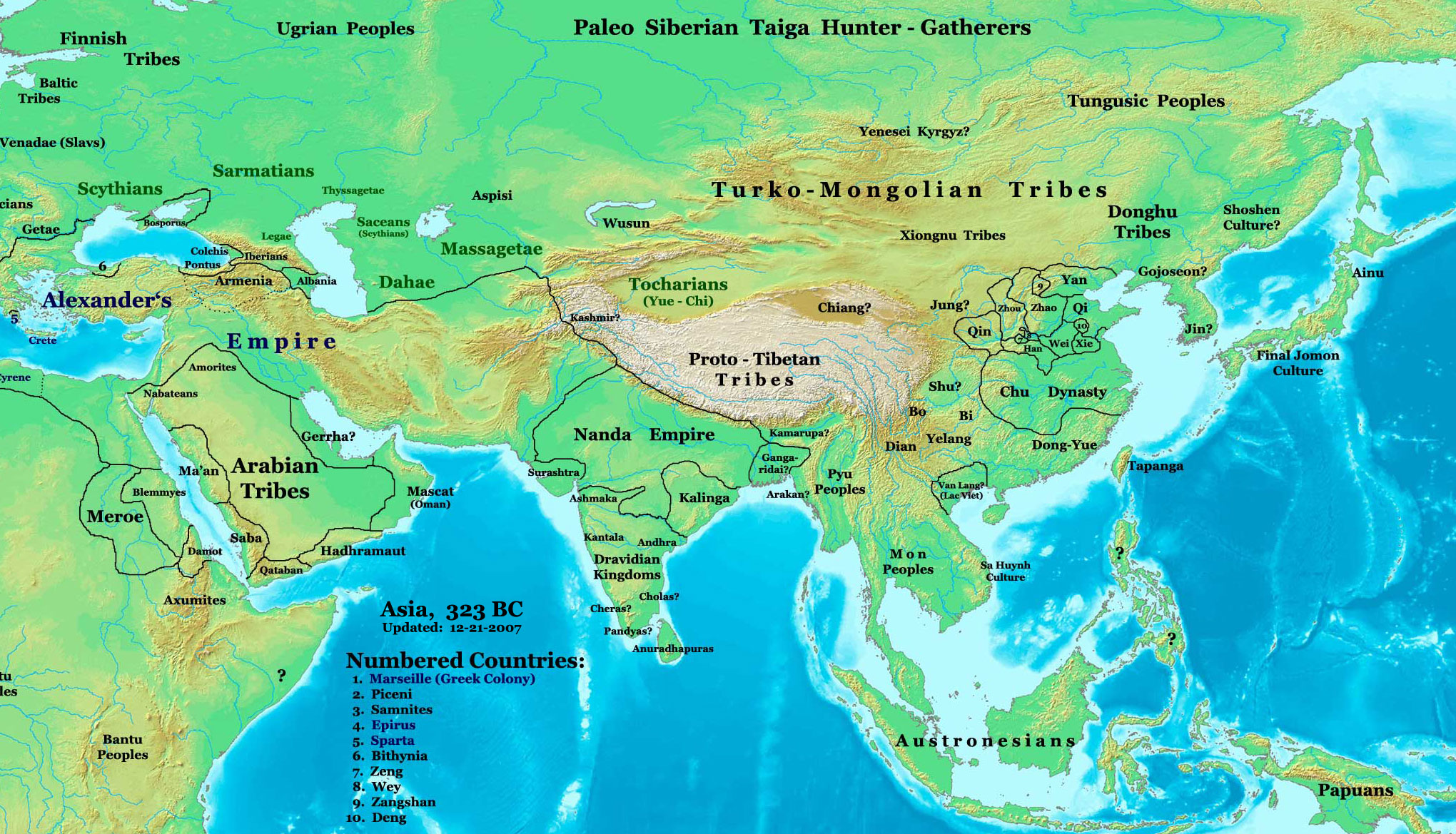
Compagine statale dell'Asia durante il regno dei Gangaridai

Gangaridai fu il nome di un regno del 300 a.C. dell'attuale Bangladesh e nella regione occidentali del Bengala.
Fu descritto dal viaggiatore greco Megastene nella sua opera: Notizie sull'India.
Gli storici greci e latini suggeriscono che il ritiro di Alessandro Magno dall'India anticipò il valoroso contrattacco dei potenti imperi Gangaridai e Prasii che erano situati nella regione del Bengala.
Non si sa molto sulle origini di questi imperi.